# White Oak (Oklahoma)
White Oak es un lugar designado por el censo ubicado en el condado de Craig en el estado estadounidense de Oklahoma. En el Censo de 2010 tenía una población de 263 habitantes y una densidad poblacional de 27,49 personas por km².

## Geografía
White Oak se encuentra ubicado en las coordenadas 36°36′33″N 95°16′32″O / 36.60917, -95.27556. Según la Oficina del Censo de los Estados Unidos, White Oak tiene una superficie total de 15.4 km², de la cual 15.34 km² corresponden a tierra firme y (0.4%) 0.06 km² es agua.

## Demografía
Según el censo de 2010, había 263 personas residiendo en White Oak. La densidad de población era de 27,49 hab./km². De los 263 habitantes, White Oak estaba compuesto por el 49.81% blancos, el 0.38% eran afroamericanos, el 39.16% eran amerindios, el 0.38% eran asiáticos, el 0% eran isleños del Pacífico, el 0.38% eran de otras razas y el 9.89% pertenecían a dos o más razas. Del total de la población el 1.9% eran hispanos o latinos de cualquier raza.